# Y algo más
Y algo más es un  álbum recopilatorio que José José lanzó con motivo de sus 35 años de trayectoria artística, siendo publicado en 1998.
El álbum incluye cuatro grabaciones que el cantante hiciera para su primera compañía disquera "Discos Orfeón», a mediados de la década de los sesenta. Además, se pueden encontrar algunos de los exitosos duetos que el intérprete mexicano habría grabado en su trayectoria, pero que no formaban parte de su discografía. Nuevamente, se incluyen también algunos temas que fungieron como Lados B, en varios EP o sencillos, en épocas donde el intérprete grababa 15 canciones y solo se publicaban 10 o 12 en los álbumes que salían finalmente al mercado.

## Lista de canciones[1]
1. «Tiempo» - 3:39 (A dúo con Marco Antonio Muñiz) (Renato Leduc/Rubén Fuentes) (Grabado en 1975 y publicado en el álbum Tiempo Y Destiempo de Marco Antonio Muñiz)
2. «New York, New York» - 3:27 (Fred Ebb/John Kander) (Grabado en 1982)
3. «El mundo» "Il Mondo" [*] - 2:30 (Jimmy Fontana/Greco/Maccia/Pes)
4. «Te quiero así» - 4:50 (Camilo Blanes) (Grabado en 1980 en las sesiones del álbum Amor, amor)
5. «Amor»[*] - 3:00 (Enrique Novelo Navarro)
6. «Por ella» - 3:00 (A dúo con José Feliciano) (Rudy Pérez/Jorge Luis Piloto) (Grabado en 1985)
7. «No me dejes solo»[*] - 2:51 (Rodolfo Tovar H.)
8. «Infiel» - 4:08 (Víctor Manuel Olivas) (Grabado en 1980 en las sesiones del álbum Amor, amor)
9. «Cruz de olvido» - 2:53 (A dúo con Marco Antonio Muñiz) (Juan Zaizar) (Grabado en 1975)
10. «Mi vida» "Ma Vie" [*] - 2:47 (Alain Barriere/Italo Ferrario)

- [*] Aparecen bajo licencia de Orfeón Videovox, S.A. de C.V. (1965).